# Gare de Surrey Quays
Surrey Quays est le nom d'une gare du réseau du London Overground.

## Histoire
La gare dénommée Deptford Road est mise en service le 7 décembre 1869 par l'East London Railway Company. Elle est renommée Surrey Docks le 17 juillet 1911 en référence aux Surrey Commercial Docks situés à proximité. 
Après la construction du Surrey Quays Shopping Centre, elle est renommée Surrey Quays le 24 octobre 1989.
Cette station qui faisait partie de la East London line du métro de Londres a été fermée en 2007 pour la transformation de la ligne. 
La gare est remise en service le 27 avril 2010, lors de la réouverture de l"East London line pour un service provisoire de jour du lundi au vendredi. Le nouveau service complet du réseau London Overground, incluant les périodes du soir et du week-end, est ouvert le 27 avril 2010.

Une nouvelle ligne est actuellement en construction entre la station de Surrey Quays et la gare de Queens Road Peckham ; la South London line permettra en 2012 de relier Surrey Quays à la gare de Clapham Junction, terminus de la West London line.